# Ньямунда
Ньямунда (порт. Nhamundá) — муниципалитет в Бразилии, входит в штат Амазонас. Составная часть мезорегиона Центр штата Амазонас. Входит в экономико-статистический микрорегион Паринтинс.  Население составляет 18 278 человек на 2010 год. Занимает площадь 14 105,59 км². Плотность населения — 1,30 чел./км².

## История
Город основан 31 января 1956 года.

## География
Климат местности: экваториальный. В соответствии с классификацией Кёппена, климат относится к категории Am.

## Границы
Муниципалитет граничит:
- на северо-востоке —  штат Пара
- на юге —  муниципалитет Паринтинс
- на юго-западе —  муниципалитет Урукара

## Демография
Согласно сведениям, собранным в ходе переписи 2010 г. Национальным институтом географии и статистики (IBGE), население муниципалитета составляет:
| Полное население                               | Полное население                               | Полное население                               | Полное население                               | 18 278 |
| ---------------------------------------------- | ---------------------------------------------- | ---------------------------------------------- | ---------------------------------------------- | ------ |
| в том числе:                                   | Городское население                            | 7010                                           | Процент городского населения, %                | 38,35  |
|                                                | Сельское население                             | 11 268                                         | Процент сельского населения, %                 | 61,65  |
|                                                | Мужское население                              | 9496                                           | Процент мужского населения, %                  | 51,95  |
|                                                | Женское население                              | 8782                                           | Процент женского населения, %                  | 48,05  |
| Плотность населения, чел/км²                   | Плотность населения, чел/км²                   | Плотность населения, чел/км²                   | Плотность населения, чел/км²                   | 1,30   |
| Население муниципалитета в % к населению штата | Население муниципалитета в % к населению штата | Население муниципалитета в % к населению штата | Население муниципалитета в % к населению штата | 0,52   |

По данным оценки 2015 года, население муниципалитета составляет 20 358 жителей.

## Важнейшие населенные пункты
| № | Населённый пункт         | Населённый пункт (порт.) | Категория | Население чел. (2010) | На карте                       |
| - | ------------------------ | ------------------------ | --------- | --------------------- | ------------------------------ |
| 1 | Ньямунда                 | Nhamundá                 | город     | 7010                  | 2°11′30″ ю. ш. 56°42′49″ з. д. |
| 2 | Кутипанан                | Cutipanã                 | поселок   | 460                   | 2°17′38″ ю. ш. 56°48′16″ з. д. |
| 3 | Санта-Мария-ду-Мамориака | Santa Maria do Mamoriacá | поселок   | 305                   | 2°17′58″ ю. ш. 56°53′34″ з. д. |
| 4 | Журуа                    | Juruá                    | поселок   | 290                   | 2°11′05″ ю. ш. 56°46′46″ з. д. |